# Kutry rakietowe typu Hamina
Kutry rakietowe typu Hamina – fińskie kutry rakietowe z przełomu XX i XXI wieku. W latach 1998–2006 w stoczni Finnyards w Rauma zbudowano cztery jednostki tego typu, które stanowią obecnie trzon lekkich sił uderzeniowych Fińskiej Marynarce Wojennej (stan na 2019 rok).

## Projekt i budowa
Prace projektowe nad kutrami rakietowymi 4. generacji rozpoczęto w Finlandii tuż po zakończeniu budowy okrętów typu Rauma. Nowa konstrukcja (pod oznaczeniem PV 50) była rozwinięciem poprzedniego projektu, powielając większość systemów (wielkość, uzbrojenie, napęd i wyposażenie) z niewielkimi modyfikacjami. Priorytetem konstruktorów była redukcja wartości pól fizycznych okrętu, co zaowocowało zastosowaniem nowej nadbudówki. Początkowo planowano budowę jedynie dwóch jednostek, jednak po anulowaniu programu budowy poduszkowców rakietowych typu NB-432 zamówienie powiększono o dwa kolejne okręty. Problemy finansowe marynarki i zbyt późne ogłoszenie przetargów na systemy uzbrojenia i wyposażenia radioelektronicznego spowodowały, że prototypowy kuter „Hamina” rozpoczął próby morskie z tymczasowym zestawem uzbrojenia i niepełnym wyposażeniem radioelektronicznym (cześć wypożyczono w 2000 roku od firmy Thales), a druga z zamówionych jednostek – „Tornio” – weszła do służby bez uzbrojenia i większości wyposażenia radioelektronicznego (miała jedynie radar nawigacyjny i system łączności).
Okręty typu Hamina zostały zbudowane w stoczni Finnyards w Rauma w latach 1998–2006. Stępki jednostek zostały położone w latach 1997–2005, a zwodowane zostały w latach 1998–2005 . Koszt budowy prototypu wyniósł 21,6 mln USD (bez uzbrojenia). Klasyfikowane w Finlandii są jako okręty rakietowe (Ohjusvene).
| Okręt         | Stocznia | Zamówienie       | Położenie stępki | Wodowanie        | Wejście do służby |
| ------------- | -------- | ---------------- | ---------------- | ---------------- | ----------------- |
| „Hamina” (80) | Rauma    | 26 stycznia 1997 | sierpień 1997    | 25 kwietnia 1998 | 24 sierpnia 1998  |
| „Tornio” (81) | Rauma    | 15 lutego 2001   | 2001             | 2002             | 12 maja 2003      |
| „Hanko” (82)  | Rauma    | 3 grudnia 2003   | 2004             | 2005             | 22 czerwca 2005   |
| „Pori” (83)   | Rauma    | 15 lutego 2005   | 2005             | 2005             | 19 czerwca 2006   |

## Dane taktyczno-techniczne

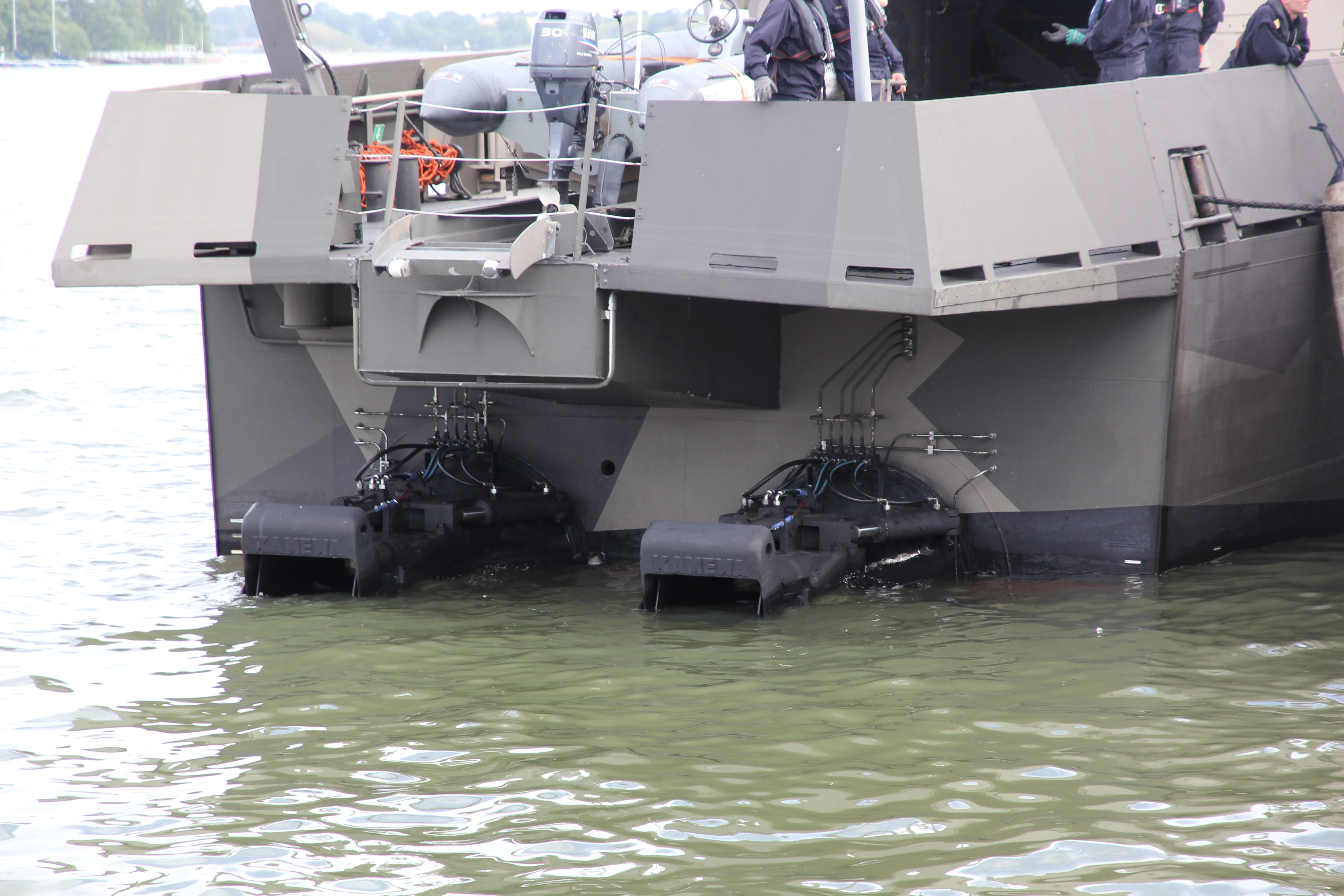
Pędniki strugowodne na rufie „Haminy”.

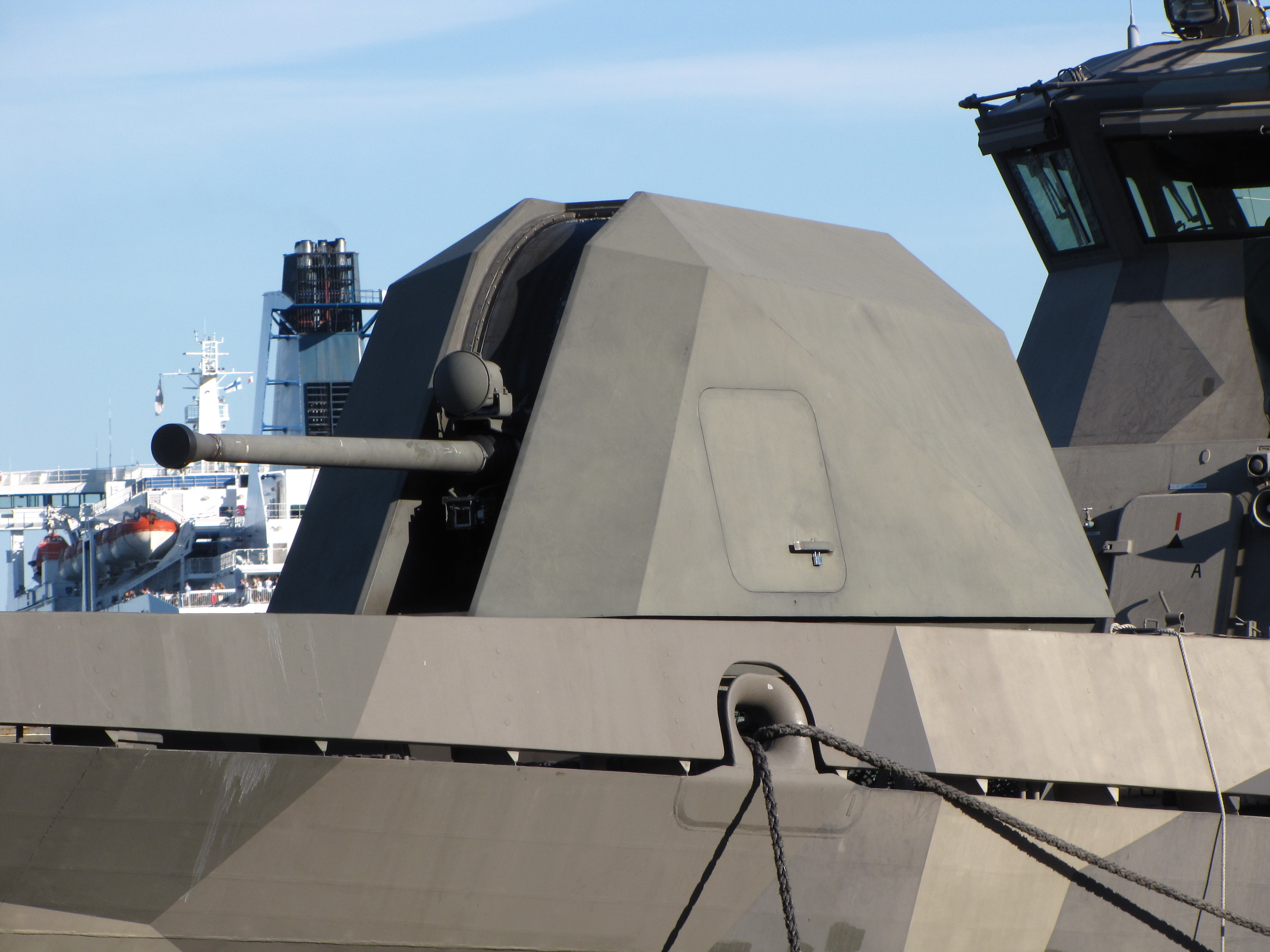
Armata Bofors kal. 57 mm na dziobie „Pori”.

Okręty są kutrami rakietowymi o długości całkowitej 50,8 metra (44,3 metra na konstrukcyjnej linii wodnej), szerokości całkowitej 8,3 metra i zanurzeniu 2 metry. Gładkopokładowy kadłub jednostek został wykonany ze spawanych sekcji blachy aluminiowej. Podzielony jest na siedem przedziałów wodoszczelnych: (od dziobu): I – skrajnik dziobowy, II – umywalnie, III – pomieszczenia mieszkalne załogi, IV – bojowe centrum informacyjne (BCI), V – siłownia dziobowa, VI – siłownia rufowa i VII – skrajnik rufowy z mechanizmami pędników. Masywną nadbudówkę typu stealth wykonano z kompozytów poliestrowo-szklanych wzmocnionych włóknami kevlarowymi. Zarówno kadłub, jak i nadbudówkę pokryto materiałem absorbującym i rozpraszającym fale radarowe (HPA-1), a niski poziom pola magnetycznego jest dodatkowo redukowany poprzez okrętowe systemy demagnetyzacyjne. Wyporność standardowa wynosi 235 ton, a pełna 270 ton. Siłownię okrętów stanowią dwa turbodoładowane 16-cylindrowe silniki wysokoprężne w układzie V MTU 16V538 TB93 o łącznej mocy 7510 KM przy 1900 obr./min, napędzające poprzez dwustopniową przekładnię redukcyjną Velmet M1HC-420 ES dwa pędniki strugowodne KaMeWa 90SII (o maksymalnym wychyleniu +/-65°). Maksymalna prędkość jednostek wynosi 32 węzły. Okręty mogą zabrać 88 m³ mazutu, co zapewnia zasięg wynoszący 500 Mm przy prędkości 30 węzłów. Energię elektryczną zapewniają dwa generatory prądu zmiennego 220 V Saab-Scania 11DGSJGM o mocy 295 KM każdy. Siłownią zarządza automatyczny system nadzoru CAE Valmarine, który umożliwia jej bezwachtową pracę, a kolektory wydechowe wyposażono w instalację chłodzenia spalin wodą zaburtową norweskiej firmy Mecmar AS. Autonomiczność wynosi 5 dób.
Główne uzbrojenie seryjnych okrętów stanowi poczwórna wyrzutnia przeciwokrętowych pocisków rakietowych RBS-15SF3 produkcji szwedzkiej, umieszczona na śródokręciu, w tylnej części nadbudówki. Pocisk rozwija prędkość 0,8 Ma, masa głowicy bojowej wynosi 200 kg, a maksymalny zasięg sięga 100 km. Na dziobie w wieży umieszczono pojedynczą armatę uniwersalną Bofors kalibru 57 mm Mark 3 L/70. Masa naboju wynosi 2,6 kg, donośność 17 000 metrów i szybkostrzelność teoretyczna 220 strz./min. W nadbudówce zainstalowano też pionową ośmioprowadnicową wyrzutnię rakiet plot. Umkhonto-IR (o zasięgu 12 km, prędkości 2 Ma i masie głowicy bojowej 22 kg). Broń małokalibrową stanowią umieszczone na nadbudówce na wysokości masztu dwa pojedyncze stanowiska wkm Ittk (licencyjne radzieckie NSW) kal. 12,7 mm.
Broń przeciwpodwodną stanowi zrzutnia bomb głębinowych. Okręty mogą też przenosić do 10 min typu Merimiina 2000.
Wyposażenie radioelektroniczne obejmuje system walki EADS ANCS SQ 2000, radar dozoru ogólnego EADS TRS-3D/16ES, radar nawigacyjny Furuno, system kierowania ogniem CEROS 200, głowica optroniczna Sagem EOMS NG, system walki radioelektronicznej Thales SIEWS DR 3000, sonar kadłubowy Simrad Subdea Toadfish, sonar holowany Finnyards Sonac/PTA (z 78-metrową pasywną anteną), system IFF EADS MSSR 2000, zintegrowany system łączności ICS-2000, ostrzegacz o opromieniowaniu laserowym EADS COLDS oraz system nawigacyjny oparty na ECDIS i AIS.
Jednostki zostały dostosowane do biernej obrony przeciwatomowej i przeciwchemicznej. W tym celu zamontowano 50 dysz do zraszania i spłukiwania okrętu wodą morską, a pomieszczenia wewnętrzne chronione są specjalnymi uszczelkami.
Załoga pojedynczego okrętu składa się z 5 oficerów oraz 14-15 marynarzy.

## Służba
Okręty typu Hamina zostały sukcesywnie wcielane do służby w Fińskiej Marynarce Wojennej, co miało miejsce w latach 1998–2006. Kutry otrzymały numery burtowe 80–83. W momencie wejścia do służby prototypowa „Hamina” miała przejściowy zestaw uzbrojenia i wyposażenia radioelektronicznego, który tworzyły: dwie podwójne wyrzutnie przeciwokrętowych pocisków rakietowych RBS-15SF, umieszczone początkowo na rufie; pojedyncza armata przeciwlotnicza kal. 40 mm Bofors 600E L/70 (masa naboju 0,96 kg, donośność 12 000 metrów i szybkostrzelność teoretyczna 300 strz./min); podwójne stanowisko działek plot. Sako kal. 23 mm L/87 (licencyjna radziecka ZU-23-2); dwa pojedyncze stanowiska wkm Ittk kal. 12,7 mm; zrzutnia bomb głębinowych i 10 min typu Merimiina 2000; wyposażenie radioelektroniczne obejmowało zaś system walki radioelektronicznej Signaal Tacticos, radar dozoru ogólnego Signaal Scout, radar kontroli ognia 9LV 225, radar nawigacyjny Raytheon ARPA, optoelektroniczny system kierowania ogniem Saab Dynamics EOS-400, urządzenia łączności systemu ICS-2000, sonar Simrad Subdea Toadfish i sonar holowany Finnyards Sonac/PTA. Do standardu jednostek seryjnych przebudowano „Haminę” (kosztem 6,3 mln euro) w latach 2001–2006.
Wszystkie jednostki bazują w Upinniemi (na południe od Kirkkonummi), a ich dywizjon osiągnął gotowość bojową w 2008 roku. 4 stycznia 2018 roku Patria i Saab zawarły kontrakt na modernizację i dozbrojenie kutrów typu Hamina, warty 205 mln USD (prace mają objąć m.in. instalację systemu zwalczania okrętów podwodnych opartego na torpedach Saab NLT i nowego zintegrowanego systemu łączności TactiCall, a także modernizację systemu walki . 
Okręty nadal służą w fińskiej flocie (stan na 2019 rok) .